# Lijst van spelers van Union Saint-Gilloise
Deze lijst omvat voetballers die bij Royale Union Saint-Gilloise spelen of gespeeld hebben. De spelers zijn gerangschikt volgens alfabet.

## A
- Soufyan Ahannach (2019)
- Oussama El Azzouzi (2022-)

## B
- Jonas Bager (2019-heden)
- Ibrahima Bah (2019-heden)
- Leen Barth (1975-1976)
- Jacques Bastin (1928-1938)
- Paul Bauwin (1990-1992, 1995-1996)
- Christophe Bertjens (2017-2018)
- Nils Bouekou (2018-heden)
- Yahya Boumediene (2013-2014, 2016)
- Abdelmounaim Boutouil (2020-heden)
- Charlie Brown (2020)
- Yves Buelinckx (2006-2008)
- Christian Burgess (2020-heden)

## C
- Anthony Cabeke (2010-2016)
- José Chennaux (1941-1947)
- Léon Close (1949-1962)
- Alex Cochrane (2020-heden)
- Robert Coppée (1908-1929)
- Paul Courant (1985-1986)
- Yves Cums (1995-2005)

## D
- Enzo D'Alberto (2018-2020)
- Denis Dasoul (2006-2007)
- Edy De Bolle (1975-1978)
- Fernand De Corte (1952-1962)
- Alain De Nil (1997-1999)
- André De Nul (1975-1977)
- Charles De Vogelaere (1961-1969)
- François Demol (1907-1927)
- Pierre Destrebecq (1901-1906)
- Mamadou Diallo (2017-2018)
- Henri Dirickx (1943-1961)
- Lodewijk Dirickx (1939-1954, 1955-1959)
- Marcel Dries (1960-1963)

## E
- Soufiane El Banouhi (2017-2018, 2019-2020)

## F
- Cédric Fauré (2015-2017)
- Roman Ferber (2017-2020)
- Mathias Fixelles (2016-heden)
- Guillaume François (2020-heden)

## G
- Abdelrafik Gérard (2018-2019)
- Stavros Glouftsis (2006-2007)
- Paul Grumeau (1897-?)
- Henri Govard (1950-1952)
- Hans Gerard (1960-196?)
- Jos Geysen (1950-1955)

## H
- David Habarugira (2007-2008)
- Anas Hamzaoui (2017-heden)
- Emile Hanse (1906-1926)
- Nadjim Haroun (2012-2013)
- Sigurd Haugen (2019-2020)
- Georges Hebdin (1903-1922)
- Tibo Herbots (2020-heden)
- Max Houben (1923-1925, 1926-1929)
- Kenneth Houdret (2017-heden)

## J
- Augustin Janssens (1942-1958)
- Jean-Pierre Janssens (1947-1961, 1964-1966)
- Léon Jeck (1974-1975)
- Edisson Jordanov (2020-2021)

## K
- Hervé Kage (2008)
- Alexandros Kaklamanos
- Dieudonné Kalulika (2012)
- Branko Karačić (1996-1997)
- Julien Kialunda (1960-1965)
- Christian Kinkela (2003-2004)
- Kevin Kis (2017-2020)
- Alexandros Kaklamanos (2011-2012)
- Ismaël Kandouss (2019-heden)
- Anders Kristiansen (2018-heden)
- Nicaise Kudimbana (2005-2008, 2008-2009, 2017-heden)

## L
- Brighton Labeau (2020-heden)
- Loïc Lapoussin (2020-heden)
- Steen Rømer Larsen (1970-1974)
- Frans Laureys (1948-1959)
- Christian Lauwers (1963-1976)
- Chad Letts (2019-2020)
- Henri Leroy (1908-1925)
- Nik Lorbek (2019-heden)
- Senne Lynen (2020-heden)

## M
- / Sanharib Malki Sabah (2004-2006)
- Gertjan Martens (2015-2018)
- Marcel Mehlem (2018-heden)
- Achille Meyskens (1913-1927)
- Benjamin Mokulu (2008)
- Anthony Moris (2020-heden)
- Tracy Mpati Bibuangu (2015-2017)
- Gaby Mudingayi (1998-2000)
- Joseph Musch (1910-1928)

## N
- Grégoire Neels (2015-2018)
- Anges Ngapy (1994-1997)
- Evariste Ngolok (2007-2009)
- Casper Nielsen (2019-heden)
- Harald Nickel (1975-1976)
- Emiel Nijs (1983-1984)
- Pascal Noulet (1996-2000)

## O
- Dany Ost (1970-1987, 1988-1994)

## P
- Yanis Papassarantis (2010-2011)
- Jules Pappaert (1920-1938)
- Davy Peeters (2001-2008)
- Pietro Perdichizzi (2016-2020)
- Henri Petersen (1953-1973)
- Thibault Peyre (2017-heden)
- Paul Philipp (1969-1974, 1977-1980)
- Roger Piérard (1904-1910, 1910-1914)
- Sébastien Pocognoli (2020-heden)
- Edgard Poelmans (1903-1914, 1919-1921)
- Jan Priem (1988-1991)
- Paul Put (1984-1985)
- Antoine Puttaert (1931-1937, 1938-1949)

## R
- Joseph Romdenne (1900-1909)
- Antonio Romero (2019)

## S
- Adrien Saussez (2016-heden)
- Paul Schraepen (1958-1975)
- Faïz Selemani (2018-2019)
- Musaba Selemani (2008-2009)
- Philibert Smellinckx (1921-1946)
- Sébastien Siani (2007-2008)
- Aron Sigurðarson (2020-heden)
- Alphonse Six (1912-1913)
- Stéphane Stassin (2006-2008)
- Maryan Synakowski (1965-1967)

## T
- Serge Tabekou (2017-2020)
- Ibrahim Tankary (2006-2007)
- Percy Tau (2018-heden)
- Jacques Teugels (1968-1971)
- Teddy Teuma (2019-heden)
- Joseph Thys (1910-1922)
- Hadamou Traoré (2018-2020)
- Jean Trappeniers (1971-1973, 1981-1982)
- David Triantafillidis (2010-2012)

## U
- Deniz Undav (2020-2022)

## V
- Jacques Van Caelenberghe (1924-1944)
- Roger Van Cauwelaert (1945-1966)
- Freddy Vancraeynest (1966-1967)
- Dante Vanzeir (2020-2023)
- Paul van den Berg (1949-1965)
- François Vanden Eynde (1925-1947)
- Guillaume Van Den Eynde (1901-1912)
- Siebe Van der Heyden (2019-2023)
- Herman Van Holsbeeck (1977-1978)
- Constant Vanden Stock (1938-1943)
- Frederik Vanderbiest (1999-2000)
- Charles Vanderstappen (1897-1910)
- Gustave Vanderstappen (1897-1910)
- Joseph Vanderstappen (1897-1910)
- André Vandeweyer (1931-1939)
- Armand Van De Kerkhove (1948-1949)
- Michael Van Geele (2004-2005)
- Louis Van Hege (1906-1910, 1919-1924)
- Vital Van Landeghem (1932-1938)
- Federico Vega (2018-2020)
- Oscar Verbeeck (1912-1914, 1919-1926)
- Julien Vercauteren (2017-2019)
- Jan Verheyen (1975-1980)
- Fernand Verleysen (1962-1976)
- Frans Verschueren (1941-1954)
- Maurice Vertonghen (1909-1911)
- Todor Veselinović (1964-1965)

## W
- Félix Welkenhuysen (1926-1943)

## Y
- Isaiah Young (2019-2020)

## Z
RSC Anderlecht ·
Antwerp FC ·
Beerschot AC ·
Beerschot VA ·
KSK Beveren ·
Rupel Boom ·
Cercle Brugge · 
Club Brugge ·
KRC Genk ·
KAA Gent · 
KV Kortrijk ·
OH Leuven ·
Lierse SK ·
RFC de Liège ·
KSC Lokeren ·
Lommel SK ·
KV Mechelen ·
Royal Excel Moeskroen ·
RAEC Mons ·
KV Oostende ·
RFC Seraing ·
STVV ·
Sporting Charleroi ·
Standard Luik ·
AFC Tubize ·
Union SG ·
KVC Westerlo ·
SV Zulte Waregem